# Střední uměleckoprůmyslová škola Uherské Hradiště
Střední uměleckoprůmyslová škola Uherské Hradiště navazuje na Baťovu školu umění založenou roku 1939 ve Zlíně, roku 1949 znárodněnou s novým názvem Státní uměleckoprůmyslová škola Zdeňka Nejedlého, v roce 1952 přesunutou do Uherského Hradiště. V letech 1991–2018 byl ředitelem ak. mal. Jan Pospíšil. Současným ředitelem školy je Mgr. Ivo Savara.

## Historie školy
Počátky historie SUPŠ v Uherském Hradišti navazují na Baťovu školu umění ve Zlíně, která byla založena v roce 1939 firmou Baťa. Ve škole byly prosazovány moderní koncepce výuky po vzoru Bauhausu s metodami převzatými z amerického školství.
V roce 1949 byla Baťova škola znárodněna a přejmenována po komunistickém ministru školství kultury na Střední uměleckoprůmyslovou školu Zdeňka Nejedlého a poté roku 1952 přemístěna do Uherského Hradiště. Zde časem navázala na vynikající tradici zlínské Školy umění a snažila se ji nadále prohlubovat a rozvíjet. Postupně budovala technické zázemí pro výuku jednotlivých oborů. Velkým kladem školy byla i skutečnost, že neplnila jen poslání při přípravě a výchově výtvarníků, ale stala se i přirozeným centrem výtvarných aktivit regionu. Škola vychovala mnoho generací výtvarných umělců a průmyslových výtvarníků, kteří se významně vepsali do historie české výtvarné kultury.

## Budova
Dnešní UMPRUM se nachází v přední části třípodlažního justičního paláce bývalého krajského soudu, postaveného v neoklasicistním slohu a od roku 1994 chráněného jako nemovitá kulturní památka. Vstupní průčelí ovládá výrazný rizalit s pilastry a trojúhelníkovým frontonem, nad nímž je mansardová střecha, další naznačené rizality jsou na nárožích. Fasáda je bosovaná a členěná průběžnými římsami. Za vstupem se nachází schodišťová hala se zachovalými neorenesančními malbami s motivy spravedlnosti. Justiční komplex o dvou nádvořích, prvním s hlavní jednací síní a druhém s bývalou vězeňskou kaplí, doplňuje chátrající budova dříve významné věznice Uherské Hradiště.

## Současnost
V dnešní době škola poskytuje vzdělání 300 studentům na devíti oborech:
- užitá malba
- užitá fotografie a média
- průmyslový design
- grafický design
- výtvarné zpracování keramiky
- modelářství a návrhářství oděvů
- modelářství a návrhářství obuvi a módních doplňků
- kamenosochařství
- multimediální tvorba

Kvalitní zastoupení pedagogického sboru, velmi dobré technické zázemí a pečlivý výběr studentů vytvářejí na škole inspirující podmínky pro živou a svobodnou výuku. Kvalitu výuky dokládá i celá řada ocenění získaných na soutěžích v České republice i v zahraničí.
Škola je spolupořadatelem několika mezinárodních sympozií pro profesionální výtvarníky:
- Mezinárodní sympozium lité medaile, plakety a drobné plastiky,
- Mezinárodní malířské sympozium Velký formát – Valtice.

Škola slaví v říjnu roku 2019 své 80. výročí od svého založení.

## Studium
- Průmyslový design – Obor založen roku 1947, současný oborový vedoucí je Mgr. A. Ivan Pecháček
- Užitá fotografie a média – Obor založen roku 1994, současný oborový vedoucí je MgA. Lubomír Ančinec
- Grafický design – Obor založen roku 1953, současný oborový vedoucí je Akad. mal. Kamil Mikel
- Kamenosochařství – Obor založen roku 1947, současný oborový vedoucí je Akad. soch. Milan Kusenda
- Výtvarné zpracování keramiky – Obor založen roku 1947, současný oborový vedoucí je MgA. Eva Blahůšková
- Užitá malba – Obor založen roku 1947, současný oborový vedoucí je Akad. mal. Miroslav Malina
- Multimediální tvorba – Nejmladší obor na škole, založen roku 2010, současný oborový vedoucí je MgA. Rostislav Štefánek
- Modelářství a návrhářství oděvu – Obor založen roku 1994, současná oborová vedoucí je Mgr. Art. Petra Graffe
- Modelářství a návrhářství obuvi a módních doplňků – Obor založen roku 1994, současný oborový vedoucí je Akad. mal. Marie Borošová
- Hračka – Obor byl založen v roce 1947 avšak roku 2006 zanikl. Posledním vedoucím oboru byl Mgr. A. Ivan Pecháček.

## Ředitelé
- 1939–1949: architekt František Kadlec
- 1949–1952: malíř Vladimír Hroch
- 1952–1954: akad. mal. Rudolf Kubíček
- 1954–1957: malíř a grafik Josef Holler
- 1957–1985: Milan Geryk
- 1985–1991: PhDr. Jaroslav Pelikán
- 1991–2018: ak. mal. Jan Pospíšil
- 2018–...: Mgr. Ivo Savara

## Osobnosti (absolventi, pedagogové)
- sochař Ivan Theimer, absolvent
- Akad. soch. Otmar Oliva, absolvent
- Akad. soch. Radim Hanke, absolvent
- MgA. Maxim Velčovský
- Akad. mal. Josef Velčovský
- Akad. soch. Miroslav Kovářík
- Akad. soch. Bořek Zeman
- Akad. soch. Jiří Vlach, absolvent a pedagog (1974-2010, od roku 1976 vedoucí oboru Keramika a Porcelán).
- MgA. Jan Benedík, absolvent a od roku 2005 pedagog na UMPRUM – obor Keramika a porcelán
- MgA. Eva Pančochová, absolventka a od roku 2008 pedagog na UMPRUM – obor Keramika a porcelán
- Prof. Vincenc Makovský
- Prof. Zdeněk Kovář
- Prof. PhDr. Václav Vilém Štech
- Doc. Bohuslav Fuchs
- Akad. mal. Karel Hofman
- Akad. mal. Eduard Milén
- Akad. mal. Rudolf Gajdoš